# Zen (mikroarhitektura)
Zen je kodirano ime za računarski procesor sa tom mikroarhitekturom iz AMD, i prvi korišćeni procesor Rajzen serije pojavio se u februaru 2017.
Zen je čist dizajn lima koji se razlikuje od dugogodišnje arhitekture Buldožera. Procesori bazirani na Zen koriste 14 nm proces FinFET, navodno su energetski efikasniji i mogu da izvrše znatno više uputstava po ciklusu. Uveden je SMT, koji omogućava svakom jezgru da pokreće dvije niti. Keš sistem je takođe redizajniran, čime je omogućen povraćaj keša L1. Zen procesori koriste tri različita utičnica: desktop i mobilni Rizen čipovi koriste AM4 soket, donoseći podršku za DDR4; high-end čipovski čipov Threadripper čipovi podržavaju četverokanalni DDR4 RAM i nude 64 PCIe 3.0 trake (vs 24 trake), koristeći TR4 soket; i epic server procesori nude 128 PCI 3.0 traka i oktalni -kanal DDR4 koristeći SP3 utičnicu. Ali nisu svi Socket AM4 CPU bazirani na zen mikroarhitekturi (APU-ovi 7. gena i Athlon Ks4s zasnovani su na mikroarhitekturi Ekcavatora).
Zen zasnovan na System on a chip (SoC) dizajnu. Memorijski, PCIe, SATA i USB kontroleri ugrađeni su u isti čip kao i jezgra procesora. Ovo ima prednosti u širini opsega i snage, na štetu složenosti čipa i područja umrežavanja. Ovaj SoC dizajn omogućava Zen mikroarhitekturi da se skalira od laptopa i malih računara malih formata do vrhunskih desktopa i servera.

## Dizajn
- Prema AMD-u, glavni fokus Zen-a je na povećanju performansi po jezgru.[3][4][5] Nove ili poboljšane funkcije uključuju:
- L1 predmemorija je promijenjena iz načina pisanja u povrat, što omogućava niže latencije i veću propusnost.
- SMT (istovremeno multithreading) arhitektura omogućava dve niti po jezgri, odstupanje od CMT (clustered multi-thread) dizajna koji se koristio u prethodnoj arhitekturi Bulldozer. Ovo je funkcija koja je prethodno ponuđena u nekim IBM, Intel i Oracle procesorima. [6]
- Temeljni gradivni blok za sve CP-ove bazirane na Zen je Core Complek (CCKS) koji se sastoji od četiri jezgre i pripadajućih predmemorija. Procesori sa više od četiri jezgre sastoje se od više CCKS-ova povezanih Infiniti Fabric. [7]
- Četiri ALU-a, dva agregata / jedinice skladištenja i dve jedinice sa plutajućom tačkom po jezgru. [8]
- Novo uvedeni „veliki“ keš mikro-operacije.[9]
- Svako SMT jezgro može da otpremi do šest mikro-ops po ciklusu (kombinacija 6 celih mikroopera i 4 mikrooperacije sa plutajućom tačkom po ciklusu). [10]
- Blizu 2 × brže širine opsega L1 i L2, a ukupna širina L3 keš memorije je veća za 5 ×.
- Veci Clock.
- Veće redove za penzionisanje, učitavanje i čuvanje.
- Poboljšano predviđanje grana pomoću hešitog perceptronskog sistema sa indirektnim ciljnim nizom sličnim Bobcatovoj mikroarhitekturi, što je uporedio AMER-ov inženjer Mike Clark sa neuronskom mrežom. [11] nešto što je upoređeno sa neural network od AMD inženjera Mike Clark.[12]
- Prediktor grana se odvaja od faze donošenja.
- Namjenski motor za dizanje stack-a za modifikaciju pokazivač-a na slici, slično kao kod procesora Intel Hasvell i Broadvell. [13]
- Eliminacija pokreta, metoda koja smanjuje fizičko kretanje podataka da bi se smanjila potrošnja energije.
- Podrška za RDSEED, skup instrukcija visokog performansi hardvera za generiranje slučajnih brojeva uvedene u Intelovu Microvell arhitekturu. [14]
- Podrška za SMAP, SMEP, KSSAVEC / KSSAVES / KSRSTORS, KSSAVES, CLFLUSHOPT i CLZERO uputstva.[14]
- ADKS podrška.
- SHA podrška.
- PTE (unos u tabelu stranica) se koalira, koji kombinuje tablice od 4 kB stranice u veličinu stranice od 32 kB.
- „Čista snaga“ (tačniji senzori za nadgledanje snage).[15]
- Smart Prefetch.
- Precision Boost.
- eKstended Frekuenci Range (KSFR), automatizovana funkcija overklokovanja koja povećava brzine takta koje prelaze oglašenu turbo frekvenciju.

| „                                                            | Ovo je prvi put u veoma dugom vremenu da smo inženjeri dobili potpunu slobodu da izradimo procesor od nule i učinimo najbolje što možemo. To je višegodišnji projekat sa zaista velikim timom. To je poput maratonskog napora s nekim šprintima u sredini. Tim veoma naporno radi, ali oni mogu da vide cilj. Garantujem da će doneti veliko poboljšanje performansi i potrošnje električne energije u odnosu na prethodnu generaciju. | ” |
| — Suzanne Plummer, Zen team leader, on September 19th, 2015. | |   |

## Proizvodi
Zen arhitektura se koristi u trenutnoj generaciji desktop računara Rajzen. Takođe je u procesorima epic servera (naslednik Opteron procesora) i APU-ima.
Prvi računarski procesori bez jedinica za obradu grafike (kodnog naziva "Summit Ridge") prvobitno su očekivali da će početi da se prodaju krajem 2016. godine, prema AMD-ovom putopisu; prvi mobilni i desktop procesori tipa AMD Accelerated Processing Unit (kodnog naziva "Raven Ridge") koji slede od kraja 2017. AMD je zvanično odložio Zen do K1 2017. U avgustu 2016, rana demonstracija arhitekture pokazala je 8-jezgreni / 16-navojni inženjerski uzorak CPU-a na 3.0 GHz.
U decembru 2016. AMDje zvanično najavio liniju CPU-a za desktop pod brendom Rajzen za puštanje u prvo tromesečje 2017. Takođe je potvrdio da će procesori servera biti objavljeni u drugom kvartalu 2017, a mobilni APU u drugom kvartalu 2017.
Dana 2. marta 2017. AMD je zvanično lansirao prvi računarski procesor Rajzen zasnovan na arhitektonskoj bazi Zen. Konačne brzine takta i TDP-ovi za 3 CPU-a objavljena u K1 2017. pokazali su značajne prednosti performanse po vatu u odnosu na prethodnu K15h (Piledriver) arhitekturu. Octacore Rajzen desktop CPU pokazao je performanse po vatu uporedive sa Intelovim Broadvell octacore CPU procesorima.
U martu 2017. AMD je takođe demonstrirao inženjerski uzorak server CPU-a zasnovan na Zen arhitekturi. CPU (kodni naziv "Napulj") konfigurisan je kao platforma dual-socket servera, pri čemu svaki CPU ima 32 jezgre / 64 niti.

### Desktop i procesori
Prva generacija Rajzen procesora (Rajzen 1000 serija):

#### Centralne procesorske jedinice:
- Soket: AM4 ili TR4 za Rajzen Treadriper[23][24]
- Set instrukcija: x87, MMX, SSE, SSE2, SSE3, SSSE3, SSE4.1, SSE4.2, AES, CLMUL, ACX, AVX2, FMA3, CVT16/F16C, ABM, BMI1, BMI2, SHA.[23][24]
- Broj tranzistora: 4.8 milijardi na svakih 8 jezgra[25]
- Veličina čipa: 192mm²
- Svaki Rajzen procesor sadrži otključan multiplikator takta brzine za overkloking.

| Model | Datum izlaska i cena  | Broj jezgra (Virtuelnih jezgra) | Radni takt () | Radni takt ()               | Radni takt () | Keš memorija | Keš memorija | Keš memorija |     |    | Podržavana memorija   | Potrošnja Energije |
| Model | Datum izlaska i cena  | Broj jezgra (Virtuelnih jezgra) | Osnovni       | Precizno pojačanje 1-2 (≥3) |               | L1           | L2           | L3           |     |    | Podržavana memorija   | Potrošnja Energije |
| ----- | --------------------- | ------------------------------- | ------------- | --------------------------- | ------------- | ------------ | ------------ | ------------ | --- | -- | --------------------- | ------------------ |
| 1200  | 27 jul 2017 $109      | 4(4)                            | 3.1           | 3.4                         | 3.45          | 384 KB       | 512 KB       | 8 MB         | AM4 | 24 | DDR4-2666 dvo-kanalna | 65 W               |
| 1300X | 27. jul 2017 $129     | 4(4)                            | 3.5           | 3.7                         | 3.9           | 384 KB       | 512 KB       | 8 MB         | AM4 | 24 | DDR4-2666 dvo-kanalna | 65 W               |
| 1400  | 11. april 2017. $169  | 4(8)                            | 3.2           | 3.4                         | 3.45          | 384 KB       | 512 KB       | 8 MB         | AM4 | 24 | DDR4-2666 dvo-kanalna | 65 W               |
| 1500X | 11. april 2017 $189   | 4(8)                            | 3.5           | 3.7 (3.6)                   | 3.9           | 384 KB       | 512 KB       | 16 MB        | AM4 | 24 | DDR4-2666 dvo-kanalna | 65 W               |
| 1600  | 11. april 2017 $219   | 6(12)                           | 3.2           | 3.6 (3.4)                   | 3.7           | 576 KB       | 512 KB       | 16 MB        | AM4 | 24 | DDR4-2666 dvo-kanalna | 65 W               |
| 1600X | 11. april 2017 $249   | 6(12)                           | 3.6           | 4.0 (3.7)                   | 4.1           | 576 KB       | 512 KB       | 16 MB        | AM4 | 24 | DDR4-2666 dvo-kanalna | 95 W               |
| 1700  | 2. mart 2017 $329     | 8 (16)                          | 3.0           | 3.7 (3.2)                   | 3.75          | 768 KB       | 512 KB       | 16 MB        | AM4 | 24 | DDR4-2666 dvo-kanalna | 65 W               |
| 1700X | 2. mart 2017 $399     | 8 (16)                          | 3.4           | 3.8 (3.5)                   | 3.9           | 768 KB       | 512 KB       | 16 MB        | AM4 | 24 | DDR4-2666 dvo-kanalna | 95 W               |
| 1800X | 2. mart 2017 $499     | 8 (16)                          | 3.6           |                             | 4.1           | 768 KB       | 512 KB       | 16 MB        | AM4 | 24 | DDR4-2666 dvo-kanalna | 95 W               |
|Ryzen Threadripper 1900X | 10. avgust 2017. $549 | 8 (16)                          | 3.8           | 4.0 (3.9)                   | 4.2           | 768 KB       | 512 KB       | 16 MB        | TR4 | 64 | DDR4-2666 dvo-kanalna | 180 W              |
|Ryzen Threadripper 1920X | 10. avgust 2017. $799 | 12 (24)                         | 3.5           | 4.0 (3.7)                   | 4.2           | 1152 KB      | 512 KB       | 32 MB        | TR4 | 64 | DDR4-2666 dvo-kanalna | 180 W              |
| 1950X | 10. avgust 2017. $999 | 16 (32)                         | 3.4           | 4.0 (3.7)                   | 4.2           | 1536 KB      | 512 KB       | 32 MB        | TR4 | 64 | DDR4-2666 dvo-kanalna | 180 W              |

## Spoljašnje veze
- Ryzen Processors –  AMD